# Eubota
Eubota (in Lingua greca antica: Εὐβώτας, Eubotas; Cirene, IV secolo a.C. – IV secolo a.C.) è stato un atleta dell'antica Grecia che ottenne due vittorie a Olimpia.

## Biografia
Pausania il Periegeta riferisce della duplice vittoria di questo atleta di Cirene, ma dalla sua testimonianza non è chiaro se Eubota abbia ottenuto due vittorie nella stessa olimpiade, ossia nella CIV olimpiade (364 a.C.), oppure abbia riportato le vittorie in due differenti olimpiadi.
Un Eubota di Cirene è ricordato da Senofonte nelle Elleniche come vincitore nella corsa dello stadio, una gara di velocità, nella XCIII Olimpiade (408 a.C.); sembra improbabile, tuttavia, che le due vittorie siano state ottenute a distanza di 44 anni l'una dall'altra. Diodoro Siculo inoltre chiamava il vincitore del 408 a.C. Eubatos (Εὔβατος).
Eubota ebbe una storia d'amore con la famosa etera Laide di Corinto, alla quale aveva promesso di portarla con sé a Cirene se avesse riportato la vittoria a Olimpia (364 a.C.). Una volta ottenuta la vittoria, tuttavia, il mantenimento della promessa da parte di Eubota consistette nel portare con sé a Cirene un ritratto della donna.